# Грейм Ян Михайлович
Ян (Іва́н) Миха́йлович Грейм (24 червня (6 липня) 1860, Кам'янець-Подільський — 5 грудня (17 грудня) 1886, Кам'янець-Подільський) — український живописець і графік.

## Біографічні дані
Син Михайла Грейма.
Навчався в Петербурзькій академії мистецтв (від 1877 року; 1883 рік провів у Мюнхені, де вчився в академії мистецтв).
1879 року — срібна медаль за серію малюнків, присвячених Кам'янцю-Подільському.
Клімат Петербурга виявився шкідливим для Грейма, він захворів на сухоти і змушений був повернутися до Кам'янця-Подільського.
Помер 5 грудня (17 грудня за новим стилем) 1886 року в Кам'янці-Подільському. Поховано на Польськофільварецькому кладовищі.

## Твори
Композиції на історичні, міфологічні та біблійні теми:
- «Голгофа» (1883);
- «Мойсей», «Отаман Кільце» (обидві — 1884);
- «Дедал та Ікар» (1885, золота медаль у Петербурзькій АМ);
- Альбом рисунків та акварелей;
- Картини «Вид замку над морем», «Два вершники в бою» (1884).
- Портрет генія Поділля, лікаря, вчен ого, письменника та журналіста Юзефа-Аполлінарія Роллє.